# Opzichtige consumptie
Opzichtige consumptie (naar het Engels: conspicuous consumption) is het consumeren van goederen en diensten met als voornaamste doel anderen tonen dat men een goed inkomen of groot vermogen heeft. Dergelijk gedrag dient als een middel om de eigen sociale status te verhogen of ten minste te behouden. Het is in 1899 voor het eerst beschreven door de Amerikaanse socioloog Thorstein Veblen, in hoofdstuk 4 van zijn boek The Theory of the Leisure Class. An Economic Study of Institutions.

## Nouveau riche en op status gerichte middenklasse
Veblen beschreef het gedrag van de nouveau riche ('nieuwe rijke'); de sociale klasse die van circa 1860 tot 1914 opkwam ten gevolg van de industriële revolutie. In die standplaatsgebondenheid, op sociaal en economisch vlak, werd de term strikt gebruikt voor het beschrijven van mensen van de hogere middenklasse die hun (nieuwvergaarde) rijkdom besteedden aan het publiekelijk tonen van hun rijkdom, welvaart en sociale klasse.
In de twintigste eeuw leidden significante verbeteringen van de levensomstandigheden, en een groeiende middenklasse ten gevolg van de industriële ontwikkelingen, ertoe dat de term ook werd toegepast op mensen die vrij besteedbaar inkomen aanwenden om goederen en diensten te consumeren, met als doel hun sociale status te verhogen, in plaats vanuit de daadwerkelijke behoefte voor die dienst of dat goed.

## Opkomst van de consumptiemaatschappij
In 1920 schreven economen zoals Paul Nystrom (1878-1969) over het idee dat de veranderingen in de levensstijl, mogelijk gemaakt door de economen tijdens de industriële eeuw, een "filosofie van futiliteit" of "filosofie van onzinnigheid" teweeg had gebracht in een groot deel van de maatschappij. Dit zou hebben geleid tot meer consumptie, puur voor de consumptie in plaats van consumptie ter bevrediging van een daadwerkelijke behoefte.
In deze context wordt opzichtige consumptie ook uitgelegd als narcistisch gedrag, of kan consumptie als verslaving worden beschouwd, of als beiden, waarbij nadruk gelegd wordt op de psychologische omstandigheden die worden opgewekt door de consumptiemaatschappij en het daarin florerende consumentisme, het verlangen om hedonistische verlangens en verwachtingen direct te bevredigen. 

## Rijkste Amerikanen blijken zuiniger te zijn
Veblen beschreef in zijn theorie aanvankelijk voornamelijk de hogere klassen en elite, die een hoog inkomen had. Recenter economisch onderzoek toont dat opzichtig consumeren juist minder voorkomt onder welvarende klassen dan onder niet- welvarende klassen. Dit geldt zowel voor diverse etnische achtergronden, als voor klassen in opkomende economieën. 
In The Millionaire Next Door: The Surprising Secrets of America's Wealthy (1996), schrijven Thomas J. Stanley en William D. Danko dat Amerikanen met een vermogen van minstens een miljoen dollar minder geneigd zijn om opzichtig te consumeren. Ze zijn zuiniger, en kopen bijvoorbeeld eerder een gebruikte auto dan een nieuwe, om waardevermindering en snelle veroudering te voorkomen, maar ook om geen rentedragende lening te hoeven aangaan.
Conspicuous compassion, waarbij publiekelijk gedoneerd wordt aan goede doelen om de sociale status te verhogen, wordt ook beschreven als een vorm van conspicuous consumption. Dit is tevens een bijbels thema. 
Voor de hogere (middenklassen) kan het doneren aan goede doelen ook beschouwd worden als het onder het tapijt vegen van maatschappelijke problemen, waarbij de elite de macht heeft om te dicteren welke maatschappelijke rechten universeel zijn, en welke slechts bestemd zijn voor de 'geluksvogel tussen de pechvogels'.

## Yuppen, kosmopolieten en havermelkelite
Veblen gebruikte in 1899 de term nouveau riche om mensen met nieuw geld aan te duiden. In de jaren 1980 werd het nieuwe woord young urban professional bedacht voor opzichtig consumerende, vaak hoogopgeleide jongeren met een goed betaalde baan in het bedrijfsleven. Ook de yup heeft een materialistische instelling en streeft naar statusverhogende bezittingen. Yuppen leven meestal in stedelijk gebied. De  yup kwam in beeld in films als Wall Street en Working Girl, en televisieseries als Dynasty en Dallas.
Rond het millennium kwam de term kosmopoliet in zwang, via sociologisch leefstijlonderzoek. De kosmopoliet werd getypeerd als een open en kritische wereldburger met hoge status en een (post)modern waardenpatroon dat uitgaat van ontplooien, maatschappelijk succes, materialisme en genieten. In 2008 zou zo'n 10% van de bevolking kosmopoliet zijn. De groep bestond uit evenveel mannen als vrouwen, merendeels in de jongere leeftijdsgroep en de hogere inkomensgroep. In 2024 was de groep gegroeid naar 18%.
Het neologisme van de jaren 2020 was havermelkelite, een vertaling van aspirational class. De Amerikaanse planologe Elizabeth Currid-Halkett schreef in 2017 het boek The Sum of Small Things: A Theory of the Aspirational Class. Deze hoogopgeleide groep mensen met een hoog cultureel kapitaal, niet zozeer een dikke portemonnee, kiest bewust voor verantwoord gedrag. Zij pronken niet met een Mercedes, maar met posts op Instagram. De yup en freelancer ontmoeten elkaar in trendy cafés en restaurants. Ze betalen met (schijnbaar) gemak €4,50 voor een cappuccino met havermelk of €9 voor een desembrood en dat zijn prijzen die de meeste mensen niet kunnen betalen. Door de toename van trendy horecagelegenheden, ook in minder bedeelde buurten, wordt de groeiende economische ongelijkheid pijnlijk zichtbaar. In 2015 leidde dit in Londen tot een aanval op een café.